# Florian Flicker

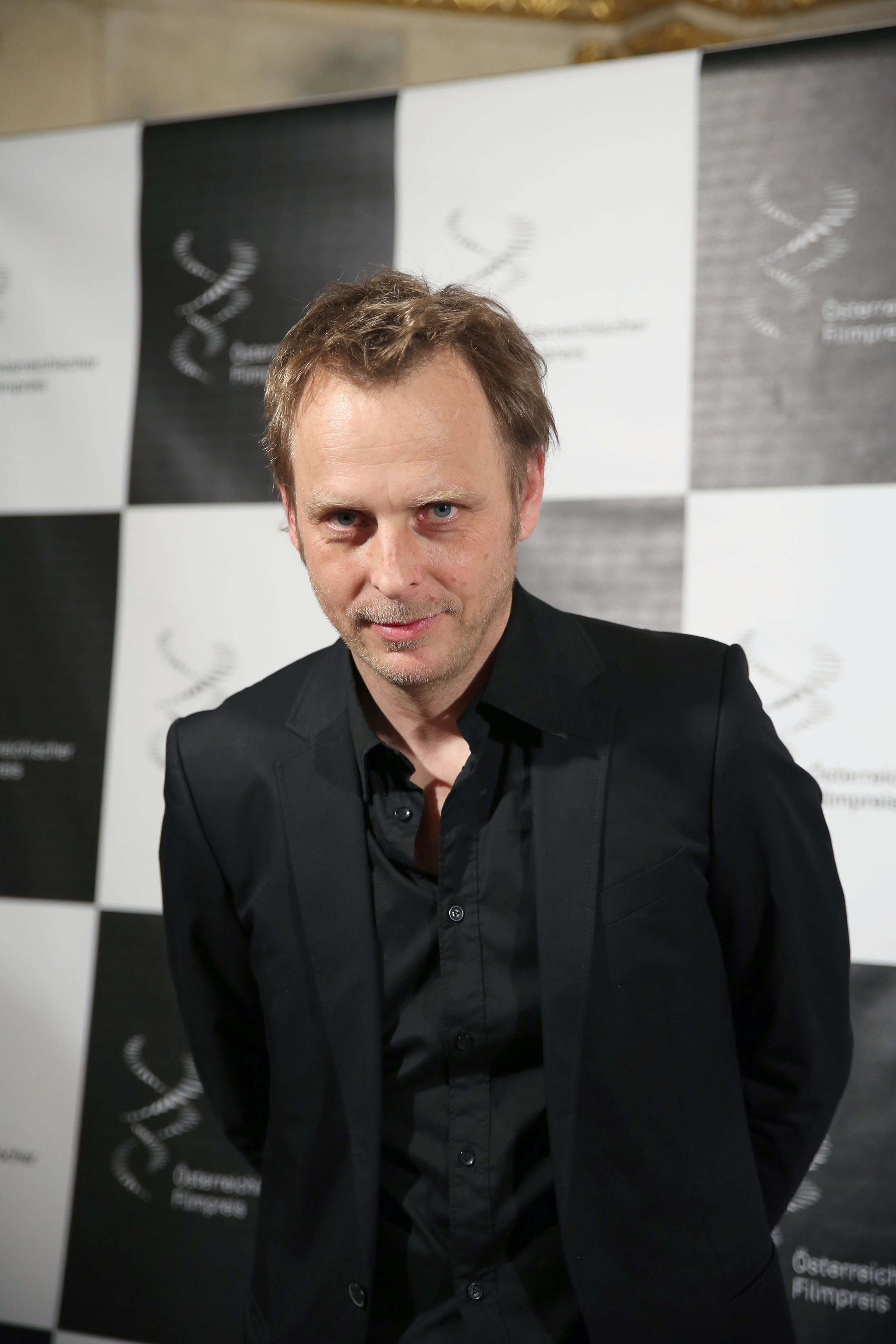
Florian Flicker 2013 beim Österreichischen Filmpreis

Florian Flicker (* 21. August 1965 in Salzburg; † 23. August 2014 in Wien) war ein österreichischer Regisseur sowie Autor für Film und Theater.

## Leben
Seine Anfänge nahm Flickers Schaffen im Experimentalfilm und Expanded Cinema. Mit Halbe Welt folgte 1993 sein erster Spielfilm. Daneben war er als Dokumentarfilmer und am Theater tätig, schrieb ein Hörspiel und lehrte unter anderem an der Filmakademie Wien.  Als sein bekanntestes Werk gilt der Film Der Überfall (2000) mit Josef Hader und Roland Düringer in den Hauptrollen. Sein letzter Film erschien 2012 mit Grenzgänger, einer Verfilmung von Karl Schönherrs Der Weibsteufel, angesiedelt in den March-Auen.
Flicker starb 2014 im Alter von 49 Jahren an Krebs. Zwei weitere Projekte, einen komödiantischen und einen politischen Film, hatte er bereits in Planung.

## Werke

### Film
- 1986–1997: Super-8-Kurzfilme und verschiedene Expanded Cinema-Produktionen mit der Gruppe Pension Export.
- 1993: Halbe Welt (Half World), 83 min., Kino, Science Fiction, Regie, Buch (Co-Autor: Michael Sturminger).
- 1996: Attwengerfilm, 80 min., Kinodokumentarfilm über die Band Attwenger, Co-Regie (mit Wolfgang Murnberger und Bernhard Weirather).
- 1998: Suzie Washington, 87 min., Kino, Roadmovie, Regie, Buch (Co-Autor: Michael Sturminger).
- 2000: Der Überfall (Hold Up), 84 min., Tragikomödie, Regie, Buch (Co-Autorin: Susanne Freund).
- 2006: No Name City, 86 min., Kinodokumentarfilm, Regie, Buch.
- 2012: Grenzgänger, 87 min., Spielfilm, Regie, Buch.

### Theater
- 2008: Die Strudlhofstiege, Folge 8 (Regie & Text), Schauspielhaus Wien.
- 2008: Juli (Regie, Text: Iwan Wyrypajew), Schauspielhaus Wien.

### Radio
- 2011: Dolphins. Hörspiel (Autor, mit Wolfgang Stahl; Regie: Alexander Schuhmacher), NDR.

### Bücher, CDs
- Suzie Washington. Drehbuch und Notizen zum Film. Verlag Bibliothek der Provinz, Weitra 1999, ISBN 3-85252-322-2.
- Der Überfall. Drehbuch und Interviews. Verlag Bibliothek der Provinz, Weitra 2000, ISBN 3-85252-380-X.
- Brandt & Flicker: Premiere Tanzpalast-Tournee ARGE Nonntal 1988 (Audio-CD, mit Markus Brandt). Verlag Bibliothek der Provinz, Weitra 2018, ISBN 978-3-99028-756-9.

## Auszeichnungen
für sein Werk:
- 1998: Österreichischer Förderungspreis für Filmkunst
- 2002: Kulturpreis des Landes Oberösterreich
- 2014: Österreichischer Kunstpreis für Film

für seine Filme:
- Halbe Welt
  - 1994: Spezialpreis der Jury für den besten Erstlingsfilm des Fantastica Film Festivals in Géradmer (Jury: Terry Gilliam, Walter Hill, Dario Argento, Jerry Schatzberg)
  - 1994: Coup de Coeur des Festival du film d’action et d’aventure de Valenciennes
  - 1994: 2. Preis des Filmkunstfests Mecklenburg-Vorpommern in Schwerin
  - 1994: Nominierungen für den österreichischen Filmpreis Goldener Kader: Drehbuch, Ausstattung
- Suzie Washington
  - 1998: Großer Diagonale-Preis für den besten österreichischen Kinofilm
  - 1996: Carl Mayer Drehbuchpreis
  - 1995: Drehbuchpreis der Stadt Salzburg
- Der Überfall
  - 2000: Großer Diagonale-Preis für den besten österreichischen Kinofilm
  - 2001: Preis des Saarländischen Ministerpräsidenten des Filmfestivals Max Ophüls Preis in Saarbrücken
  - 2001: Lady Harimaguada de Plata (2. Preis, Kategorie „Bester Spielfilm“) des Festival Internacional de Cine de Las Palmas de Gran Canaria
  - 1995: Drehbuchpreis der Stadt Salzburg
- Grenzgänger
  - 2012: CICAE Art Cinema Award, Film Festival Sarajevo
  - 2013: Österreichischer Filmpreis in der Kategorie „Bestes Drehbuch“